# 平季唯
平季 唯（ひらき ゆい、1984年4月5日 - ）は、福島県郡山市出身の歌手（シンガーソングライター）。
小学生時代はコーラス部等3つの部に在籍。中学時は陸上部に入り、1993年（平成5年、中学2年生時）に第5回ジュニアオリンピック陸上競技大会100メートルハードル福島県代表として出場。
2000年から音楽の勉強を本格的に始めた。2006年、テレビオーディション番組「歌スタ!!」のオーディションを浅田祐介推薦で勝ち抜き、日本クラウンよりデビュー。

## ディスコグラフィー

### シングル
- 桜風（2006年2月8日）
  1. 桜風
  2. 春色
  3. キミをさがして
  4. 桜風 (instrumental)
- 紅い月（2006年7月26日）
  1. 紅い月
  2. 君がいた。
  3. おなじ空
  4. 紅い月(voiceless mix)
- 四月のはな（2007年10月9日）
  1. 四月のはな
  2. 濡れた羽根
  3. 瞳

## インターネットラジオ
- 宇津雄一の宇宙一ラジオ(オンエアーステーション　ゲスト2008年11月17日、2009年6月29日)